# Fortalesa Berdkunk
La Fortalesa Berdkunk (en armeni:Բերդկունք), coneguda també amb el nom de Spitak Berd - Fortalesa Blanca-, Aghala o Ishkhanats Amorts), és una antiga fortalesa datada del segle x, situada en la vora occidental de la població de Berdkunk a la Província de Geghark'unik' d'Armènia.
Camí del castell es troben dos khachkars una del segle xii i l'altra d'entre els segles xiv i xv. Amb data 9 de gener de 2003 es va aprovar la llista dels monuments històrics i culturals de la regió Gegharkunik d'Armènia en la qual està inclosa el Castell de Berdkunk.

## Galeria

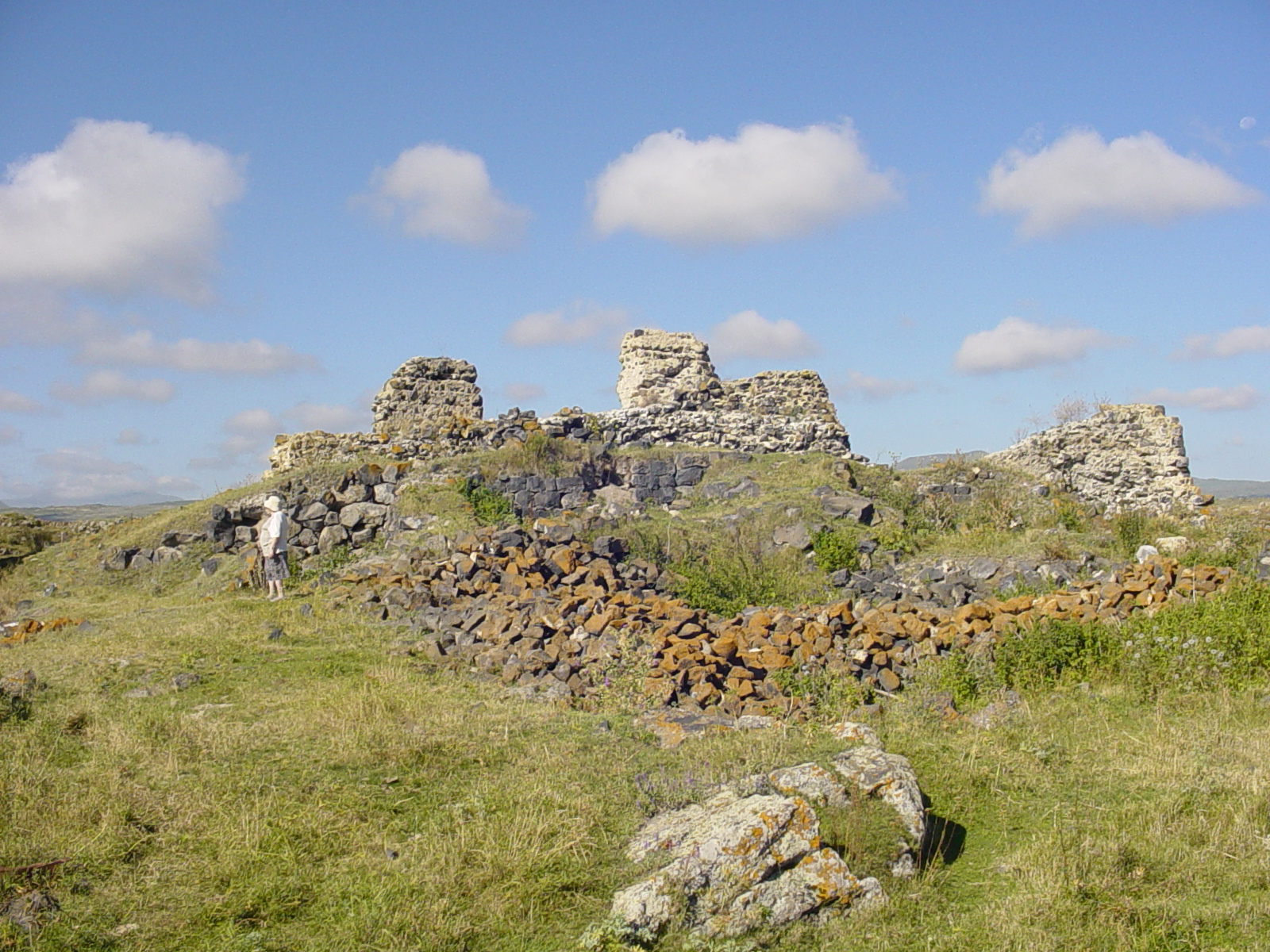
Fortalesa Berdkunk, vista de les muralles.
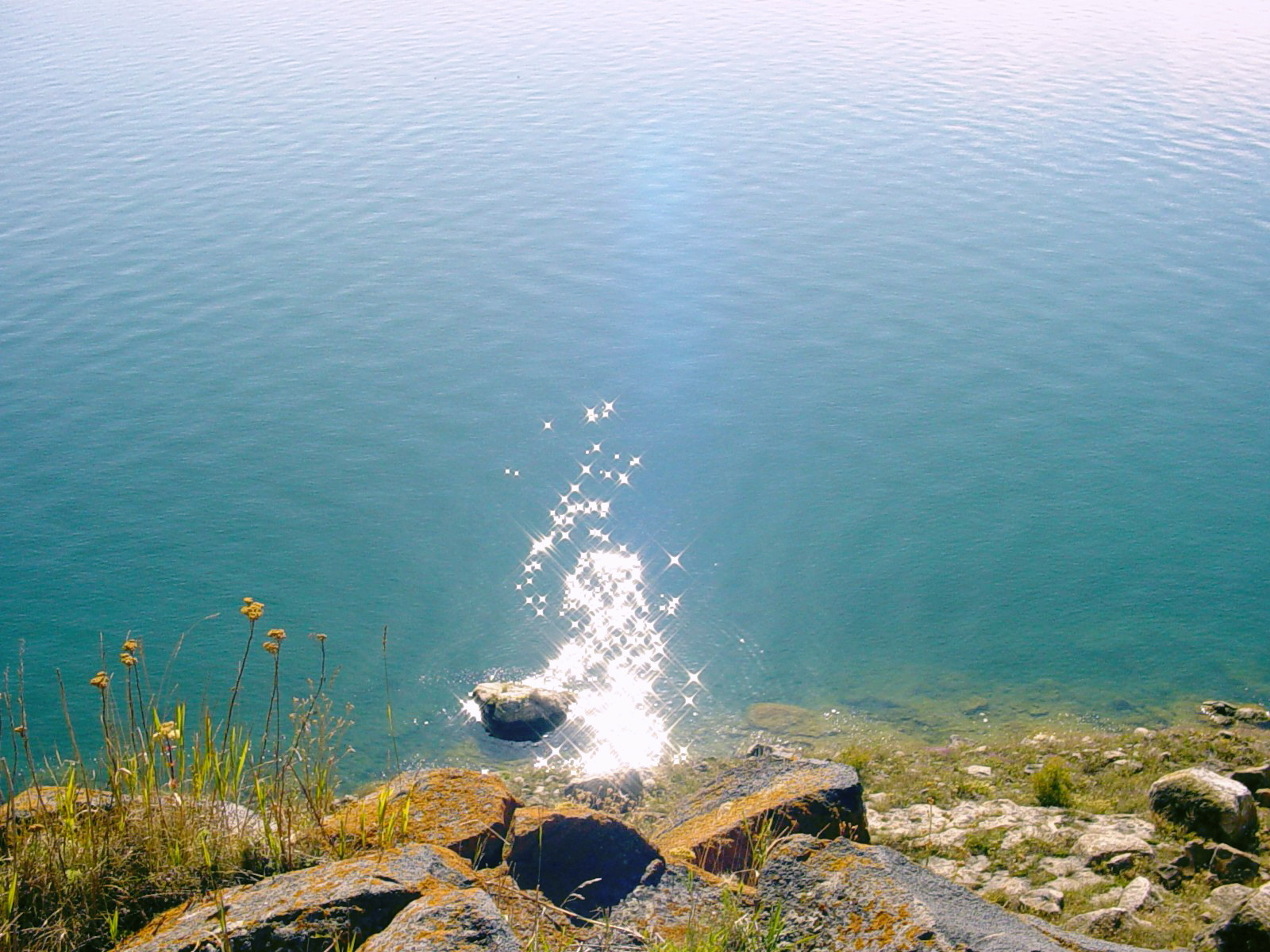
Vista de la fortalesa Berdkunk.